# José Liberato Barroso
José Liberato Barroso (Aracati, 21 de setembro de 1830 — Estado do Rio de Janeiro, 2 de outubro de 1885) foi um advogado, escritor, tradutor, jornalista e político brasileiro.

## Biografia
Presidente das províncias do Ceará, de ? a 15 de setembro de 1859, e de Pernambuco, de ? a 1 de março de 1882. Por decreto imperial de 26/10/1864 foi nomeado Ministro e Secretário de Estado interino dos Negócios da Agricultura, Comércio e Obras Públicas. Era maçom filiado a loja Fraternidade Cearense.
Nasceu em Aracati, filho do coronel Joaquim Liberato Barroso e de Francisca Luduvina Barroso. Educou-se em Pernambuco, estado de origem de seus pais, bacharelando-se pela Faculdade de Direito do Recife, em 1852, doutorou-se em 1857 e professor em 1862.
Atraído pela vida pública, tomou assento na Assembleia Provincial do Ceará nos biênios de 1858 a 1861. Mais tarde foi deputado geral pela província, em 1864, ministro do Império no Gabinete Furtado, de novo deputado geral em 1878, e depois presidente da província de Pernambuco por nomeação do Ministério Martinho Campos (1882). Nomeado Senador pelo Ceará por carta imperial de 8 de fevereiro de 1879, o Senado anulou sua eleição em 8 de março seguinte.
Em 1859, como presidente da província do Ceará, assinou contrato para iluminação pública de Fortaleza, a gás.
Como ministro teve ocasião de referendar a escolha do seu conterrâneo padre Manoel do R. Medeiros para bispo de Pernambuco e os contratos de casamento das princesas Isabel e Leopoldina, sendo então agraciado com a Grã-Cruz da Ordem Ernestina da Casa Ducal da Saxônia.
Foi um dos fundadores da Sociedade de Aclimação do Rio de Janeiro e seu presidente. Com Hipólito Cassiano Pamplona, redigiu o jornal O Aracati, órgão a serviço do Partido Liberal.
Morreu no Rio de Janeiro, aos 55 anos de idade, sem deixar descendência do seu consórcio com Ângela Ribeiro, irmã do médico Joaquim Antônio Alves Ribeiro, com quem era casado desde 13 de fevereiro de 1855.